# Micah Christenson
Micah Christenson (Honolulu, Estados Unidos; 8 de mayo de 1993) es un jugador profesional de voleibol estadounidense que juega en la posición de armador en el VK Zenit Kazán ruso y en la selección estadounidense.

## Trayectoria

### Clubes
Christenson juega en la Kamehameha High School en las islas Hawái antes de acudir a la Universidad del Sur de California en 2012 por jugar en los USC Trojans, siendo nombrada en el All-American First Team en 2014 y 2015. En verano 2015 ficha por el Lube Civitanova de Italia participando por primera vez en una liga de voleibol profesional.

### Selección
Internacional desde 2013, con el equipo estadounidense gana la Liga Mundial de 2014 y la Copa Mundial de 2015. Medallista de bronce en los Juegos Olímpicos de Río de Janeiro 2016  y París 2024.

## Palmarés
- Campeonato de Italia (1) :2016-17
- Copa de Italia (1): 2016-17